# Greet Hellemans
Greet Hellemans   (Groningen, 25 de maig de 1959) és una ex-remadora neerlandesa que va competir durant les dècades de 1970 i 1980.
Durant la seva carrera esportiva va prendre part en dues edicions dels Jocs Olímpics. El 1980, a Moscou, fou sisena en el quàdruple scull amb timoner del programa de rem. Quatre anys més tard, als Jocs de Los Angeles disputà dues proves del programa de rem. Guanyà la medalla de plata en el doble scull, fent equip amb la seva germana Nicolette Hellemans, i la de bronze en el vuit amb timoner.